# То топло љето
То топло љето је телевизијска серија која се емитовала на Телевизији Пинк и РТРС 2008. године. Серија је снимана на локацијама у Бањалуци 40 дана, а завршне сцене снимљене су 3. јула 2008.

## Кратак садржај
Радња серије дешава се 1968. године у Бањој Луци. Главни ликови су људи из једног Бањалучког насеља. Иначе, серију прати прича из перспективе Пеце као малог (Дамјан Тепић) иако је наратор Пецо као старији (Жељко Стјепановић). 

## Улоге
| Глумац              | Улога                     |
| ------------------- | ------------------------- |
| Милутин Караџић     | Вукоје Качавенда          |
| Боро Стјепановић    | Јасминко Берић            |
| Николина Ђорђевић   | Анка Тонтић               |
| Слађана Зрнић       | Софија                    |
| Андрија Милошевић   | Микоња Кадунић            |
| Ања Станић          | Дијана                    |
| Жељко Стјепановић   | Пецо као старији, наратор |
| Дамјан Тепић        | Пецо као мали             |
| Милан Трнинић       | Драган                    |
| Дејан Луткић        | Дејан Борић               |
| Ана Мазалица        | Ениса                     |
| Младен Нелевић      | Миливоје Шолаја           |
| Миљка Брђанин-Бабић | Гордана                   |
| Наташа Иванчевић    | Џенана                    |
| Ковиљка Шипка       | Вахида Тонтић             |
| Златан Видовић      | Сићко                     |
| Раденка Шева        | Анђелија Берић            |
| Милан Шкорић        | Пецов син                 |
| Сандра Љубојевић    | Чарна                     |
| Радмила Смиљанић    | Милица, Пецова жена       |